# 2-Octylcyanacrylat
2-Octylcyanacrylat ist eine organische Verbindung aus der Gruppe der Cyanacrylate. Konkret handelt es sich um den Ester der Cyanacrylsäure mit 2-Octanol.

## Herstellung
Die Synthese von 2-Octylcyanacrylat geht von Ethyl-2-cyanopropionat aus. Dieses wird in Gegenwart von para-Toluolsulfonsäure mit 2-Octanol umgeestert. Der Ester wird mit Natriumhydrid deprotoniert und dann mit Phenylselenylbromid umgesetzt, um ein organisches Selenid zu erhalten. Oxidation mit Wasserstoffperoxid und Eliminierung eines Selenoxids unter Bildung der C=C-Doppelbindung ergibt das Produkt.

## Verwendung
2-Octylcyanacrylat wird als Wundkleber verwendet, um Schnittverletzungen und Operationsschnitte zu verschließen. In den USA wurde es dafür im Jahr 1998 unter dem Namen Dermabond zugelassen. Es zeigt eine intrinsische antibakterielle Wirkung gegen gram-positive Bakterien, kann in seltenen Fällen aber zu allergischen Hautreaktionen führen.

## Externe Links zu erwähnten Verbindungen
1. ↑  Externe Identifikatoren von bzw. Datenbank-Links zu Ethyl-2-cyanopropionat:  CAS-Nr.: 1572-99-2, EG-Nr.: 216-393-9, ECHA-InfoCard: 100.014.904, PubChem: 98018, ChemSpider: 88491, Wikidata: Q27122994.